# Court (pel·lícula)
Court és una pel·lícula de drama legal multilingüe índia del 2014, escrita i dirigida per Chaitanya Tamhane en el seu debut com a director. La pel·lícula examina el sistema legal indi a través del Tribunal de sessions de Mumbai contra un veterà cantant protesta, Narayan Kamble (Vira Sathidar), que és acusat d'animar un treballador de la xarxa de clavegueram a suïcidar-se a través d'una de les seves cançons populars. També és protagonitzada per Geetanjali Kulkarni, Pradeep Joshi i Shirish Pawar.
La música de la pel·lícula va ser composta per Sambhaji Bhagat, mentre que Mrinal Desai i Rikhav Desai van exercir com a director de fotografia i editor, respectivament. Tamhane tenia curiositat per veure la diferència entre les sales reals dels tribunals i la manera com es representaven a les pel·lícules. Volia explorar el "malson judicial" en un entorn indi després de trobar-se amb diversos casos de la vida real. El seu amic Vivek Gomber va acceptar produir la pel·lícula i també hi va actuar. L'equip estava format per nouvinguts i els actors no eren professionals. S'hi parlen quatre idiomes a la pel·lícula: marathi, hindi, gujarati i anglès. La major part del diàleg és en marathi, ja que està ambientat a Maharashtra. Les lleis es llegeixen en anglès. L'advocat defensor és gujarati i parla idioma gujarati.
Court es va estrenar en la 71a Mostra Internacional de Cinema de Venècia l'any 2014, on va guanyar la millor pel·lícula en la categoria Orizzonti i el premi Luigi De Laurentiis per Tamhane. La pel·lícula va guanyar 18 premis més en diversos festivals de cinema. Es va estrenar a l'Índia a la secció de competició internacional del Festival de Cinema de Mumbai de 2014 i es va estrenar a les sales el 17 d'abril de 2015. Un cop estrenada, la pel·lícula va rebre elogis de la crítica i va guanyar el National Film Award al millor llargmetratge als 62nd National Film Awards.

## Argument
Narayan Kamble és professor, activista social i cantant protesta. És detingut amb l'acusació d'incitar a Vasudev Pawar, un treballador de la xarxa de clavegueram que suposadament s'havia suïcidat després de ser influenciat per una de les cançons de protesta de Kamble. L'advocat Vinay Vora defensa Kamble, que és jutjat a la cort i li concedeixen fiança. Kamble admet haver cantat diverses cançons sobre el suïcidi, però no recorda si en va cantar cap el dia del suïcidi. També nega qualsevol intenció de provocar que algú se suïcidi. Un testimoni declara que va veure el treballador de la tanca cantant la cançó de Kamble.
En la següent audiència del cas, l'oficial investigador vincula Kamble amb un home empresonat, Ashwin Bhagat, mitjançant una carta, acusant-los de planificar activitats il·legals a la ciutat. Vora explica al tribunal que Bhagat demanava a Kamble que cuidés de la seva mare malalta mentre estava a la presó. Nutan, el fiscal públic, informa al tribunal que Kamble posseïa dos llibres prohibits. Vora respon que un llibre és sobre ioga i l'altre és una crítica a certs rituals de la secta Goyamari. Vora és colpejat més tard per uns Goyamaris.
La vídua de Pawar confessa al jutjat que el seu marit solia netejar els pous sense cap equip de seguretat i que havia perdut un ull per exposició a gasos verinosos de clavegueram. A més, confessa que també era alcohòlic, però mai va parlar de suïcidar-se. Ella nega les seves intencions de suïcidi o haver sentit abans el nom de Kamble. Vora llegeix l'informe de l'autòpsia que indica que Pawar va morir com a conseqüència d'una insuficiència respiratòria a causa de la inhalació de sulfur d'hidrogen, sense cap signe d'autolesió. També diu que el testimoni que va provar contra Kamble és un testimoni que ha estat declarant en diversos altres casos.
Tenint en compte el deteriorament de la salut de Kamble i la manca de proves, a Kamble se li concedeix una fiança per un import de 100.000 rupies, que Vora paga en nom seu. Posteriorment, Kamble és arrestat sota l'acusació de portar a terme campaments sediciosos sota la coberta de tallers d'artistes populars i es posa a presó policial. Kamble afirma que l'acusació i les proves contra ell estan inventades i Vora demana reconsiderar l'arrest, ja que suposarà un greu risc per a la salut de Kamble; el jutge li diu a Kamble que apel·li al Tribunal Superior. Més tard, es mostra al jutge gaudint d'unes vacances amb la seva família.

## Repartiment
- Vira Sathidar com a Narayan Kamble
- Vivek Gomber com a Vinay Vora
- Geetanjali Kulkarni com a fiscal Nutan
- Pradeep Joshi com el jutge Sadavarte
- Usha Bane com a Sharmila Pawar
- Shirish Pawar com a Subodh

## Producció

### Desenvolupament
El director Chaitanya Tamhane va fer un curtmetratge anomenat Six Strands als vint-i-tres anys, que va tenir bona acollida en diversos festivals internacionals de cinema. El projecte el va deixar "trencat i sense feina" i sota pressió per guanyar diners, però no va voler ajudar a un altre director. Tamhane estava veient un "típic" convencional drama judicial a Doordarshan un dia quan va pensar a fer un veritable drama judicial i va començar a desenvolupar la idea de Court.
Tamhane va voler explorar el "malson judicial" en un entorn indi després de trobar-se amb el cas de Jiten Marandi, un activista cultural de Jharkhand. Marandi va ser arrestat com a sospitós de la massacre de Chilkari, que va tenir lloc el 26 d'octubre de 2007, on dinou persones van ser assassinades per naxalites en una funció pública. Marandi es va convertir en sospitós perquè el seu nom era semblant al sospitós real que la policia no va trobar. Va ser detingut i jutjat, però va ser posat en llibertat el 2016 després de demostrar-se que no era culpable. L'acció contra els cantants activistes de l'organització cultural, Kabir Kala Manch sobre acusacions de vincles amb l'extrema esquerra també va inspirar la narrativa de la pel·lícula. Tamhane tenia curiositat per la idea d'un judici realista que es desenrotlla en un tribunal inferior de Bombai després d'assistir a alguns d'ells, recordant :
| «                            | Em va semblar tot el contrari del que jo, com a públic, esperaria d'una pel·lícula d'un tribunal; els advocats no eren bons oradors, els documents estaven fora de lloc, els arguments eren tècnics i redundants. Em va fer gràcia aquesta configuració i vaig decidir investigar més. | » |
| — Chaitanya Tamhane el 2014. | |   |

Tamhane va trobar que els incidents que ocorren en un tribunal inferior eren "estranys" i va veure el potencial de drama i humor. Un altre incident que va impulsar Tamhane a fer la pel·lícula va ser quan un amic havia anat a una comissaria per presentar els documents i va haver d'esperar dues hores perquè s'imprimissin perquè l'agent no sabia com connectar el cable de la impressora.
El 2011, Tamhane es va reunir amb el seu amic Vivek Gomber, a qui havia dirigit en una obra de teatre anomenada Grey Elephants in Denmark el 2009. Tamhane va dir a Gomber que volia escriure un drama per a la sala, però no tenia diners per finançar el seu projecte. Aleshores, Gomber va expressar el seu interès a produir la pel·lícula i es va oferir a pagar-li 15.000 rupies un mes per escriure el guió. Tamhane va escriure el guió un any després d'entrevistar diversos advocats, acadèmics i activistes, llegint llibres i retalls de diaris i descobrint "el món de la música protesta i el món legal". Gomber va trobar el guió "molt divertit", però també va esmentar que visitar els tribunals per a la pel·lícula era "bastant trist i descoratjador".
Mentre Tamhane escrivia el guió, el personatge del fiscal va ser masculí durant molt de temps i va sentir que la pel·lícula era "massa masculina", ja que tots els personatges principals eren homes. Més tard, va canviar aquest personatge per una dona.
Tamhane va veure el documental d'Anand Patwardhan Jai Bhim Camrade (2011), quan estava a punt d'acabar d'escriure el guió i el va citar com un "recurs inestimable" per a la referència de la pel·lícula. Tamhane havia escrit totes les escenes fora de la sala del jutjat, però no tenia el cas principal fins que va llegir sobre l'estat dels treballadors de la claveguera en un llibre de Tehelka, que va incorporat al guió. També va llegir llibres de Fali Sam Nariman, V. R. Krishna Iyer i va veure el curtmetratge de Krzysztof Kieślowski de 1966 Urząd com a referència. Tamhane va escriure escenes sobre la vida domèstica dels advocats de la pel·lícula, ja que estava interessat a representar el tipus de vida que vivien fora de la sala de tribunals alhora que juxtaposava la seva vida professional amb la personal.
El 2012, Tamhane va enviar el guió de Court a la National Film Development Corporation of India per al finançament, però va ser rebutjat.
Va sol·licitar el Fons Hubert Bals el 2012, donat pel Festival Internacional de Cinema de Rotterdam on es va projectar el seu curtmetratge Six Strands el 2011. Va rebre una suma de 670.000 rupies pel guió i el desenvolupament del projecte. Gomber va invertir els seus propis diners per la resta del pressupost.

### Càsting
Court va trigar tres anys a completar-se. La planificació i la preproducció de la pel·lícula es van fer en un any. La tripulació va haver de construir el tribunal ja que no està permès rodar dins d'un tribunal real. Tamhane i el director de càsting Sachit Puranik es colarien al Tribunal Superior de Bombai i hi romanien gairebé tres hores al dia. Van investigar i observar els autèntics cantants i activistes protesta, i van prendre notes per a referències sobre l'entorn i el vestuari.
Tamhane no volia fer la pel·lícula d'una "manera convencional" i, per tant, va optar per tenir nouvinguts al repartiment i l'equip. Va ser la primera pel·lícula per a molts dels seus equips, inclosos els dissenyadors de producció, l'editor i el director de càsting. El director de fotografia de la pel·lícula, Mrinal Desai, tenia antecedents documentals. Tamhane havia treballat anteriorment amb els dissenyadors de producció de la pel·lícula, Pooja Talreja i Somnath Pal, a la seva obra Grey Elephants in Denmark. Tamhane va optar per treballar majoritàriament amb persones nouvingudes, ja que no desitjava tenir ningú d'origen Bollywood: "volíem gent amb gana i passió que fes tot el possible per fer les coses". La pel·lícula també compta amb actors primerencs com Pradeep Joshi, Usha Bane i Shirish Pawar.
Vira Sathidar, l'editor de la revista marathi Vidrohi, va ser seleccionat per interpretar el paper de Narayan Kamble només tres setmanes abans del rodatge. Gomber va fer el paper d'advocat defensor i va ser seleccionat després de fer una audició per al paper. La resta del repartiment també va ser seleccionat després de les audicions, incloent Geetanjali Kulkarni, que és un antic alumne de la National School of Drama. Les audicions es van dur a terme al llarg de nou mesos amb prop de 1.800 persones audicionant per a diversos papers. Tamhane va agafar en préstec la idea d'utilitzar actors no professionals del cineasta iranià Abbas Kiarostami. Segons ell, el 80 per cent del repartiment eren actors no professionals que no havien estat filmats abans. Tamhane i els seus membres de la tripulació van anar a bancs, oficines de ferrocarril, escoles, venedors de te, venedors d'aperitius, conductors d'automòbils i taxis, i van preguntar a la gent si els agradaria actuar a la pel·lícula.

### Filmació
Court es va rodar en 45 dies i es va gravar en presa directa. La pel·lícula sencera es va rodar sense moviments de càmera ni partitura de fons per a una sensació realista. Tamhane i Desai van triar ubicacions reals a Bombai per rodar la pel·lícula basant-se en el seu aspecte i sensació i van decidir no manipular-les. Va decidir rodar captures llargues sense talls i línies de guió d'una manera controlada. Les escenes que incloïen actors no professionals es van rodar en 30-35 preses de mitjana i algunes escenes fins i tot van necessitar 60 preses per rodar a causa de la inexperiència dels actors. Només es va rodar una escena per dia a causa de les llargues preses que es van fer sense talls ni improvisacions.
Kulkarni va seguir el llenguatge corporal, el manierisme i la manera de parlar d'un fiscal real. Una escena de la pel·lícula mostrava un fiscal que interrogava l'acusat, cosa que no està permès en judicis reals. Tamhane va dir que aquesta va ser una decisió deliberada, ja que s'havia pres "llibertat creativa" per evitar "obstaculitzar la narrativa de la pel·lícula". També va expressar el seu interès per l'essència d'una escena. del seu detall tècnic 
Durant la producció, membres de l'Esquadró Antiterrorista van arribar als platós afirmant que hi havia un naxalita de Nagpur a la pel·lícula i el van buscar. Sathidar era de Nagpur i, com el seu personatge, era un activista dels drets humans, per la qual cosa, segons Tamhane, "implicava políticament". La tripulació el va amagar perquè no havia acabat de rodar les seqüències principals de la pel·lícula, i els preocupava que la seva detenció impedis la finalització de la pel·lícula. L'ATS havia confós Sathidar amb un naxalita.

## Temes
Quan se li va preguntar si Court és una representació real del poder judicial indi o una exageració, Tamhane va dir: "[la pel·lícula] en realitat parla de les persones que entenen el sistema; les persones que dirigeixen el sistema i els defectes dels elements estructurals i humans no sols a la justícia india, sinó a qualsevol institució, o qualsevol tipus de lloc amb dinàmiques de poder." Segons ell, la pel·lícula també destaca l'aspecte dels immigrants que arrabassen els llocs de treball dels locals de Bombai. Court també té elements de comèdia negra, com una escena on un dels discursos de Vora són interromputs per un home que posa un ventilador de pedestal. Un crític de The New Republic va qualificar la pel·lícula com una addició benvinguda a les crítiques del poder judicial i la va comparar favorablement amb les novel·les Bleak House (1853) i The Trial (1925). Va explicar que l'absurditat del cas és semblant a The Trial.
Baradwaj Rangan va afirmar en la seva ressenya que la pel·lícula tracta sobre "una metròpoli ple de gent". També va assenyalar les vides contrastades de Vora i Nutan, on es viu sol, parla anglès amb fluïdesa i condueix un cotxe; l'altre té una família, no parla anglès amb fluïdesa i utilitza el transport públic. A través d'aquesta anàlisi, Rangan diu que la pel·lícula mostra com les persones malgrat ser de diferents gèneres, classes i ètnies "convergeixen als tribunals".
La pel·lícula és multilingüe, amb quatre idiomes que s'hi parlen: anglès, hindi, gujarati i marathi. La majoria dels diàlegs són en marathi, ja que està ambientat a Maharashtra i les lleis es llegeixen en anglès. L'advocat defensor és un gujarati i parla l'idioma gujarati. Els advocats marathi de la fiscalia parlen en marathi i en anglès. Com que l'advocat gujarati no entén el marathi, parlen amb ell en hindi. Tamhane va dir: "Court es troba a Bombai, on la gent parla els quatre idiomes, així que era natural mantenir-ho. a la pel·lícula."

## Estrena i llançament

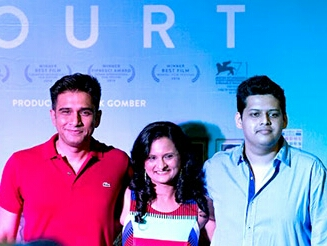
Gomber, Kulkarni, i Tamhane al llançament del tràiler de la pel·lícula, 2015

Tant Tamhane com Gomber s'havien presentat a festivals de cinema des del març de 2014 i van ser rebutjats pel Festival Internacional de Cinema de Canes, pel Festival Internacional de Cinema de Locarno i pel Festival Internacional de Cinema de Sant Sebastià. Court més tard es va estrenar mundialment a la 71a Mostra Internacional de Cinema de Venècia. La pel·lícula es va projectar en diversos festivals després de la seva estrena, inclòs el Festival de Cinema d'auteur Sèrbia, el Festival de Cinema del sud d'Àsia de Washington DC, el Festival Internacional de Cinema de Kíev "Molodist", Festival Internacional de Cinema de Minsk, Festival Internacional de Cinema de Singapur, Festival Internacional de Cinema d'Antalya, BFI London Film Festival, Festival Internacional de Cinema de Viena, Festival de Cinema Asiàtic de Hong Kong, Buenos Aires Festival Internacional de Cinema Independent, FICUNAM International Film Festival i 2morrow Film Festival.
Court va ser adquirida per Artscope Films del productor-distribuïdor-agent de vendes francès Memento Films a finals d'agost de 2014, després que la productora Alexa Rivero va veure la pel·lícula. El desembre de 2014, es va vendre la pel·lícula a quatre països: Canadà, Grècia, l'Orient Mitjà i Hong Kong. El 3 de febrer de 2015 la distribuïdora de cinema independent estatunidenca Zeitgeist Films va anunciar que havia adquirit la pel·lícula per exhibir-la als Estats Units. Es va estrenar als Estats Units en la 44a edició del New Directors/New Films Festival a la ciutat de Nova York el 18 de març de 2015. Ron Mann, un documentalista canadenc, que va ser un dels els membres del jurat del Festival de Cinema de Venècia, van adquirir els drets de distribució canadencs de la pel·lícula.
La pel·lícula es va estrenar a l'Índia a la secció de competició internacional del Festival de Cinema de Mumbai de 2014. Va ser llançat de manera independent per Gomber's Zoo Entertainment Pvt Ltd, amb l'assistència de Long Live Cinema. Un teaser de 33 segons de la pel·lícula es va llançar el 13 de març de 2015. Va ser seguit pel llançament del seu tràiler cinematogràfic el 23 de març de 2015. El Central Board of Film Certification va donar a Tamhane l'opció de tallar o silenciar un diàleg de la pel·lícula, que va decidir silenciar. La pel·lícula es va estrenar a l'Índia el 17 d'abril de 2015, a 150 pantalles a Maharashtra i ciutats metropolitanes seleccionades. Es va fer amb un pressupost de 35 milions de rupies i va recaptar una estimació de 22.898 $ al país i 57.416 $ a l'estranger. Court es va publicar en DVD el 16 de desembre de 2015. La pel·lícula va ser seleccionada com a presentació oficial de l'Índia per als Premis Oscar de 2015 a la categoria Millor pel·lícula en llengua estrangera, però no va ser nominada.

## Recepció

### Índia
Court va rebre una resposta majoritàriament positiva de la crítica després de la seva estrena. Mayank Shekhar la va descriure com una "pel·lícula antigènere" i un "recompte profundament humanista" d'aquells que "entenien el sistema". També la va enumerar com la seva pel·lícula índia preferida de l'any. Deepanjana Pal de Firstpost va qualificar la pel·lícula de "ridícula, hilarant i esfereïdora." Meenakshi Shedde ressenyant a Mid-Day, va escriure: "A més de posar en relleu les nostres lleis antiquades, la força de Tamhane rau en la seva imparcialitat: humanitza i empatitza amb els seus protagonistes, fins i tot mentre els paròdia." Shubhra Gupta, escrivint per The Indian Express, va donar a la pel·lícula quatre estrelles de cinc, qualificant-la de "pel·lícula imperdible" i "la millor que veureu aquest any". Rajeev Masand va elogiar l'"absurditat kafkiana", l'humor fosc i el realisme de la pel·lícula: "Contractant i massa rellevant, Court et dona un cop de puny a l'estómac. Cap valoració pot fer justícia a aquesta pel·lícula." Anupama Chopra, en la seva crítica positiva, va escriure: "Hi ha molt a dir en una pel·lícula, però Tamhane, que també va escriure la pel·lícula, ho fa amb una economia i elegància impressionants."
Suhani Singh d’India Today la va anomenar la "millor pel·lícula del 2015 fins ara", i va escriure més: "Dirigida i escrita de manera intel·ligent pel debutant Chaitanya Tamhane, Court és un rellotge fascinant". Saibal Chatterjee de NDTV va citar la pel·lícula com un "assoliment cinematogràfic excepcional". Renuka Vyavahare de The Times of India, esmentada a la seva ressenya: "[Court ] trenca els estereotips de la manera més discreta per donar-te la realitat mordaç del sistema judicial defectuós del nostre país". Shilpa Jamkhandikar, escrivint per a Reuters, la va qualificar d'una pel·lícula rara "que crea un drama fora de la vida normal de la gent ordinària, la visió del món limitada i els prejudicis de les quals afecten la vida dels altres de més maneres del que poden imaginar." Una ressenya feta per Suparna Sharma de Deccan Chronicle va escriure: "Court no caricaturitza la nostra realitat, ni ens arenga amb xerrades prescriptives. Simplement entrena la seva lent en la paròdia de la vida real mentre es desenvolupa i ens mostra el nostre món tal com és, sense exageració ni artifici." Anuj Kumar de The Hindu va trobar que la pel·lícula era "una obra completa". Surabhi Redkar de Koimoi la va anomenar la "millor representació d'un drama judicial fins ara a l'Índia".
Contràriament a les respostes positives, alguns crítics es van preocupar pels actors no professionals i el tractament occidental de la pel·lícula. Raja Sen va considerar que la pel·lícula era "millor en parts que en conjunt". També va assenyalar el problema amb els extres no professionals: "Un problema constant amb Court, tanmateix, rau en l’horrible que són els extres de la pel·lícula, amb gairebé totes les persones en un paper en que no parlen fent una feina terriblement dolenta." Baradwaj Rangan va considerar que l'"ull occidental" era evident en el cinema, amb els seus plans amples : "En absència de moviment de càmera, confiem en altres coses per animar els fotogrames: gent que creua les carreteres i passa per davant de portes, trànsit als carrers, ondeig de banderes de paper per sobre d'un escenari, un nen practicant a Roman Rings."

### A l'estranger
Court va rebre una puntuació d'aprovació del 98% al lloc web de l'agregador de ressenyes Rotten Tomatoes, basat en 49 ressenyes, amb una puntuació mitjana de 7,8/10. El consens crític del lloc web diu: "Court fa una mirada penetrant i oportuna als problemes que s'enfronta la societat índia alhora que serveix com a excel·lent targeta de presentació per a l'escriptor i director debutant Chaitanya Tamhane." Metacritic, que utilitza una mitjana ponderada, ha donat a la pel·lícula una puntuació de 83 a partir de dotze crítiques, la qual cosa indica "aclamació universal".".
Jay Weissberg de Variety va escriure: "Aconseguint ser extremadament racional i extremadament humana, la pel·lícula funciona tan bé gràcies a un guió intel·ligent i excel·lentment discret i una sensació de naturalisme que s'estén. més enllà de la mera interpretació." Neil Young de The Hollywood Reporter va declarar que la pel·lícula era una "acusació contundentment clara de la disfunció institucional de l'Índia moderna". Jacques Mandelbaum a Le Monde, la va anomenar "una pel·lícula important sobre el preocupant estat de la llibertat d'expressió a la democràcia índia" i va elogiar la "intel·ligència i la sensibilitat" de Tamhane. En la seva crítica positiva de la pel·lícula, Mike McCahill de The Guardian va felicitar Tamhane: "Aquí hi ha un cineasta que entrena un ull agut i fiscalitzador sobre aquestes dures realitats domèstiques de les que tradicionalment Bollywood ha permès escapar al públic."
Stephen Holden, escrivint per The New York Times, va donar una crítica positiva a la pel·lícula i va escriure: "Les rodes de la justícia giren lentament i sense pietat a Court, la crítica tranquil·la i devastadora de Chaitanya Tamhane a l’antiquat sistema legal indi." Laya Maheshwari de RogerEbert.com la va anomenar una "obra mestra" i "una de les millors pel·lícules de l'any". També va assenyalar que no oferia cap dels tropes d'un drama judicial. Tara Brady de The Irish Times va considerar que la pel·lícula era un "drama magnífic i esbojarrat" i va dir que la pel·lícula li recordava a Satyajit Ray. Ken Guidry de IndieWire esmenta a la seva ressenya que Court "voreja la brillantor" de vegades, i afegeix: "Sovint, no es tracta del que està passant a l'escena, sinó de les implicacions que hi ha darrere."

## Premis
Court va guanyar 18 premis en la seva projecció a diversos festivals de cinema. Als 62ns National Film Awards, la pel·lícula va guanyar el premi a la millor pel·lícula. Va guanyar el premi Orizzonti i el premi Luigi De Laurentiis (Lleó del futur) a la seva estrena a la 71na Mostra Internacional de Cinema de Venècia. A la seva estrena índia al 16è Festival de Cinema de Mumbai, Court va rebre el Golden Gateway of India a la millor pel·lícula a la secció de competència internacional i una menció especial del jurat per al repartiment. Va guanyar el premi. Premi Internacional de Llargmetratges Siyad al 51è Festival Internacional de Cinema Golden Orange d'Antalya, el premi FIPRESCI al 52è Festival Internacional de Cinema de Viena, el premi al Nou Talent al Festival de Cinema Asiàtic de Hong Kong, el premi a la millor pel·lícula i millor guió al Festival de Cinema 2morrow, a la millor pel·lícula a Listapad, i el premi FIPRESCI i el millor actor per a Gomber al Buenos Aires Festival Internacional de Cinema Independent. També va guanyar el premi a la millor pel·lícula i el premi al millor director per Tamhane al Festival Internacional de Cinema de Singapur, el Gran Premi i el Premi FIPRESCI al Festival de Cinema d'Autor, i mencions especials al Festival Internacional de Cinema de Kíev "Molodist" i al Festival Internacional de Cinema FICUNAM.